# Vilém Dubnička
Vilém Dubnička (* 21. listopadu 1976 Hranice) je český herec, režisér, moderátor a textař.
Vystudoval obor činoherní herectví na DAMU, poté nastoupil jako herec do DJKT v Plzni. Založil festival Divadelní léto pod plzeňským nebem.[zdroj?] Od roku 2009 se živí na volné noze. Vystupuje se Zdeňkem Lahodou v autorské hudební dvojici nazvané Dubnička-Lahoda, kde působí především jako textař.[zdroj?]
V roce 2019 vydal knihu Recitátor 1, která obsahuje jeho autorské texty určené pro recitátory.[zdroj?] Jeho manželkou je Tereza Dubničková, se kterou má dvě dcery.

## Vzdělání
Po základní škole v Hustopečích nad Bečvou absolvoval Obchodní akademii ve Valašském Meziříčí. V roce 1996 nastoupil na Divadelní akademii múzických umění (obor činoherní herectví) do ročníku Borise Rösnera, Evy Salzmannové a prof. Miloše Horanského. Zde absolvoval v roce 2000 rolí Hamleta.[zdroj?]

## Divadlo
Po absolutoriu na pražské DAMU nastoupil do souboru činohry Divadla Josefa Kajetána Tyla jako herec. V roce 2006 se uvedl v klubu DJKT poprvé jako režisér. V roce 2008 založil spolu s přáteli festival Divadelní léto pod plzeňským nebem. Od roku 2009 je na volné noze.[zdroj?]

### Herecké role
Výběr rolí.

#### Divadlo Josefa Kajetána Tyla (výběr)
- Jaroslav Vostrý: Tři v tom (režie Martin Glaser)
- Happy - Arthur Miller: Smrt obchodního cestujícího (režie Jan Burian)
- Libor - Antonín Procházka: Ještě jednou, profesore (režie Antonín Procházka)
- Rudolf Kitrich - V. V. Štech: David a Goliáš (režie Ladislav Smoček)
- Aleš - Petr Zelenka: Příběhy obyčejného šílenství (režie Petr Svojtka)
- Giorgio Alamari - Luigi Chiarelli: Maska a Tvář (režie Ladislav Smoček)
- Kryštof - Pavel Kohout: Arthurovo Bolero (režie Jan Burian)
- Kel - Dave Williamson: Urvi to! (režie Lída Engelová)
- Arlecchino - Carlo Goldoni: Lhář (režie Ladislav Smoček)
- Davy - Martin McDonagh: Poručík z Inishmoru (režie Petr Svojtka)
- Kamil - Antonín Procházka: Celebrity s.r.o. (režie Antonín Procházka)
- Martin /Quico/ (v alternaci s Michalem Štěrbou) - Alejandro Casona: Jitřní paní (režie Martin Vokoun)

#### Mimo angažmá (výběr)
Pražské komorní divadlo
- Johan - Bertolt Brecht: Baal, režie Dušan D. Pařízek (1998)

A Studio Rubín
- Voloďa - Ivan Bunin: U cesty, režie Pavel Řezníček (1998)
- Pouštní liška - Tomáš Rychetský: Nevinní jsou nevinní, režie Eva Salzmannová a Ondřej Pavelka (2000)

Národní divadlo
- Posel - William Shakespeare: Antonius a Kleopatra, režie Ivan Rajmont (1999)

Letní Skakespearovské slavnosti
- Longaville - William Shakespeare: Marná lásky snaha, režie Ivan Rajmont (2002)

NoD
- František - František Gellner: Radosti života, režie a dramatizace Jiří Adámek (2002)

Agentura Harlekýn
- Robin - Antonín Procházka: S tvojí dcerou ne[6], režie Antonín Procházka

Divadelní léto pod plzeňským nebem
- Král Navarský - William Shakespeare: Marná lásky snaha, režie Michal Lang
- Moriarty - Jiří Janků a Petr Svojtka: Prokletí rodu Baskervillů aneb Pozor, zlý pes!, režie Petr Svojtka

### Režie

#### DJKT Plzeň
- David Drábek: Akvabely (2006)
- Yasmina Reza: Obraz (2007)

#### Západočeské divadlo Cheb
- Vilém Dubnička: Patama k výbuchu aneb The Last Atom Hero (2007)

#### Divadelní léto pod plzeňským nebem
- Moliére: Don Juan – úprava a režie (2008)
- N. V. Gogol: Revizor (2009)
- Carlo Gozzi: Král Jelenem – úprava a režie (2010)
- Jean Rets Comme Dieu: V nouzi poznáš přítele - text, režie (2012)
- Alexandre Dumas st.: Tři mušketýři - adaptace, režie (2013)
- NOs (s Adélou Stodolovou a kolektivem) (2015)
- Miguel de Cervantes y Saavedra: Don Quijote – adaptace, režie (2016)

#### Divadlo Alfa Plzeň (inscenace zde hostovala)
- Miroslav Krobot: Sirup (2010) - na volné noze v produkci TranspART a PaNaMo

#### Nové divadlo - Toronto, Kanada
- Neil Simon: Řeči (2011)

### Asistent režie

#### Hudební divadlo Karlín
- Mel Brooks, Thomas Meehan: Producenti, režie Antonín Procházka (2006)
- Jiří Brdečka: Limonádový Joe, režie Antonín Procházka (2007)

#### Kongresové centrum Praha
- Mamma Mia, režie Antonín Procházka (2014)

## Moderace
- Cyklotoulky[7] / Běžkotoulky – Česká televize, od roku 2013 do současnosti
- Juniorfest 2018
- Páteční azyl – Český rozhlas (2009–2010)
- Festival Finále Plzeň 2009

## Hudba
Od roku 2007 tvoří se Zdeňkem Lahodou autorské hudební duo, jehož je Vilém Dubnička výhradním textařem. V roce 2010 vydali první CD s názvem Normálně nezpívám, v roce 2013 CD Řemesla nás baví. V květnu 2019 odpremiérovali v plzeňském Divadélku JoNáš svůj hudebně-zábavní pořad s názvem Dubnička Lahoda Revival Kabaret - Oslavná tryzna za neznámé hity. Vilém Dubnička se také podílel na CD skupiny Hlasoplet Betlém, aneb České Vánoce a cappella.[zdroj?]